# Pasisir

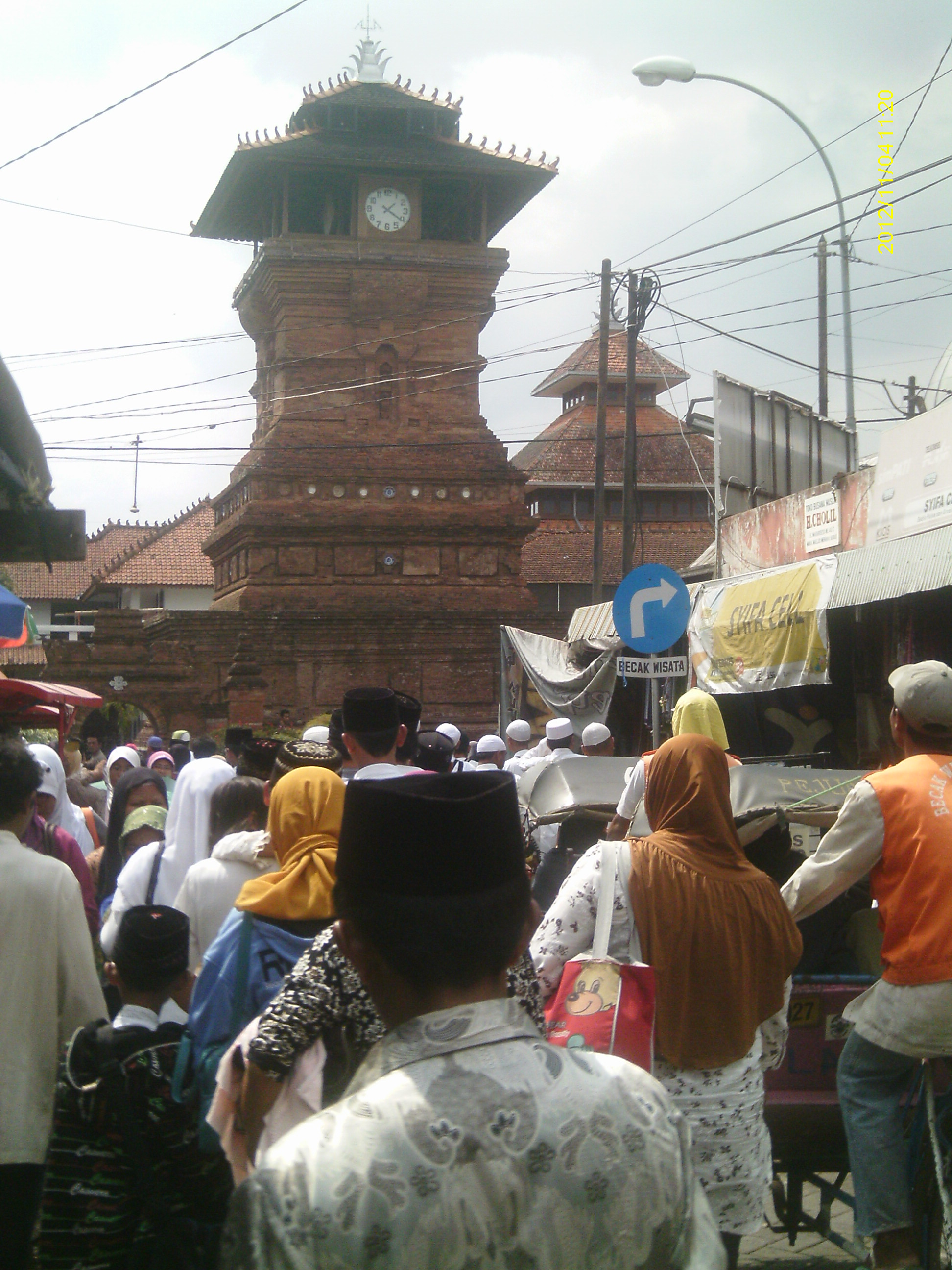
La mosquée de Kudus

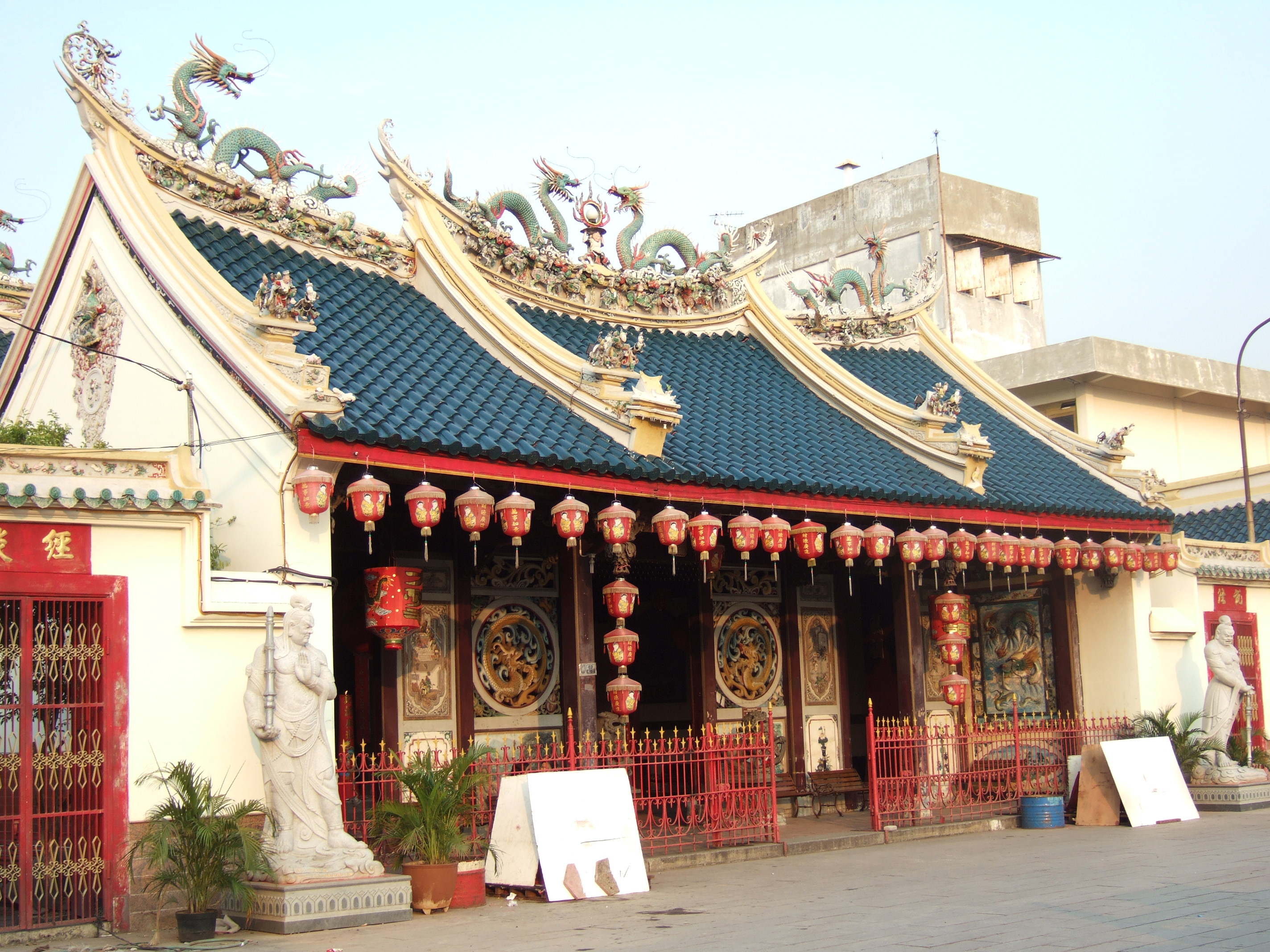
Le temple chinois Tay Kak Sie à Semarang, dédié à l'amiral chinois Zheng He

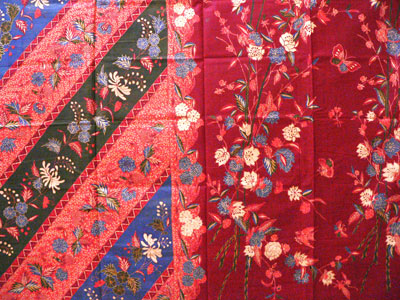
Batik de Lasem

Pasisir (prononcer "passissir"), en indonésien Pesisir, est le nom que les habitants de l’île indonésienne de Java donnent à la côte nord de leur île, traditionnellement ouverte sur le monde extérieur.
Le Pasisir joue un rôle déterminant dans l'histoire de l'île. Le relief plan du littoral nord de Java a fait que très tôt, des ports s'y sont développés, appuyés sur un arrière-pays où des plaines fertiles ont permis le développement d'une agriculture prospère. C'est sur le Pasisir qu'ont été trouvés les premiers sites urbains de Java. Jakarta, la capitale de l'Indonésie, Surabaya et Semarang, respectivement 2e et 5e villes du pays, sont situées sur le Pasisir.
Le contrôle du Pasisir est une constante de l'histoire javanaise. La prospérité des royaumes en dépendait. C'est sur le Pasisir qu'arrivaient les marchands étrangers. C'est par le Pasisir que l'islam arrive à Java. L'amiral chinois musulman Zheng He, qui fera plusieurs fois escale dans l'île entre 1405 et 1433, note en particulier la présence de communautés chinoises, dans lesquelles se trouvent de nombreux musulmans, dans les ports du Pasisir. Un de ces ports, Demak, fondé à la fin du XVe siècle par un Chinois musulman du nom de Cek-ko-po, se sentira suffisamment puissant pour entreprende la conquête du Pasisir. La perte des ports de Banten et Kalapa (la future Jakarta) a ainsi causé la fin du royaume hindouiste sundanais de Pajajaran dans l'ouest de Java. Enfin en 1609, la prise de Jakarta par la Compagnie néerlandaise des Indes orientales marque le début de l'expansion hollandaise dans Java.
Le mot « Pasisir » est toujours utilisé de nos jours. On considère en effet que cette partie de Java a une identité propre. En particulier, on distingue une « cuisine du Pasisir », différentes des cuisines de l'intérieur de Java, qu'il s'agisse de la cuisine sundanaise de l'ouest, celle de Solo et Yogyakarta dans le centre ou celle de Java oriental.